# Francisco Álvarez (beach-volley)
Pour les articles homonymes, voir Francisco Álvarez et Álvarez.
Francisco Álvarez Cutiño, né le 12 avril 1969 à Santiago de Cuba, est un joueur de beach-volley cubain.

## Palmarès
- Jeux panaméricains
  -  Médaille d'or en 2003 à Saint-Domingue avec Juan Rossell
  -  Médaille de bronze en 2007 à Rio de Janeiro avec Leonel Munder